# Diane Lane

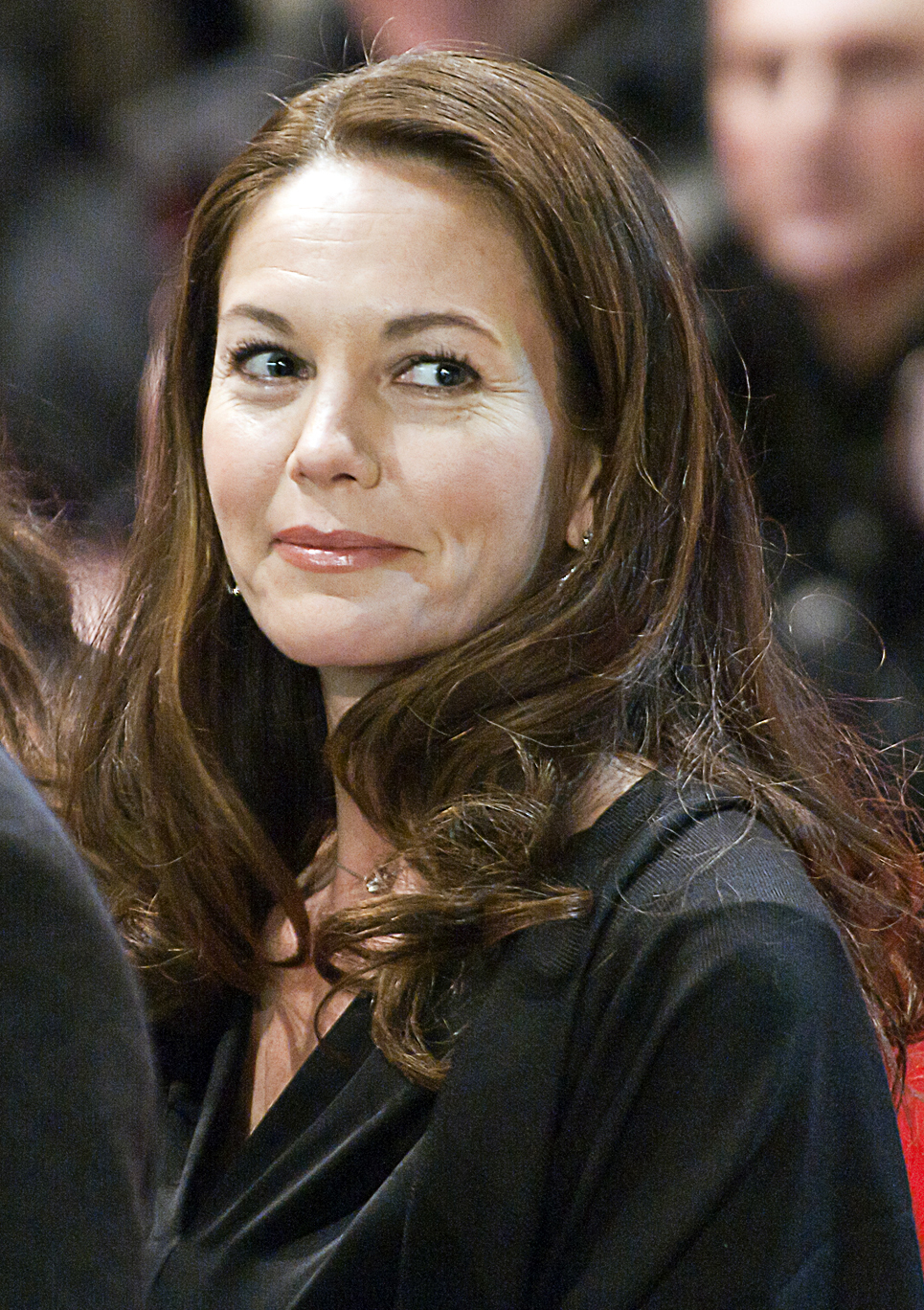
Diane Lane auf der Berlinale 2011

Diane Colleen Lane (* 22. Januar 1965 in New York City) ist eine US-amerikanische Schauspielerin.

## Leben und Karriere
Als Tochter des Schauspiellehrers Burton Lane und der Nachtclubtänzerin Colleen Farrington wurde Diane Lane schon sehr früh mit der Schauspielerei vertraut. Mit sechs Jahren stand sie erstmals auf der Bühne, im Alter von 13 Jahren wurde sie 1978 von dem Regisseur George Roy Hill in dessen Film Ich liebe dich – I Love You – Je t’aime an der Seite von Laurence Olivier besetzt. Dafür gewann sie den Youth in Film Award für die beste Hauptdarstellerin in einem Spielfilm.
Es folgte eine Periode mit Auftritten in relativ erfolglosen Fernseh- und Kinofilmen, bevor Francis Ford Coppola sie Anfang der 1980er Jahre in Die Outsider und Rumble Fish besetzte. 1984 spielte sie eine der Hauptrollen in dem später zum Kultfilm gereiften Actionfilm Straßen in Flammen sowie in Cotton Club. Es folgten teure Hollywoodproduktionen, die allerdings überwiegend floppten, so dass sie sich schließlich für drei Jahre aus dem Filmgeschäft zurückzog.
In den folgenden Jahren machte Lane vor allem in kleineren, ambitionierten Produktionen auf sich aufmerksam. 1995 spielte sie an der Seite von Sylvester Stallone in der Comicverfilmung Judge Dredd, neben Robin Williams in Jack (1996) und mit Wesley Snipes in Mord im Weißen Haus (1997). 2000 folgte die weibliche Hauptrolle in Der Sturm neben George Clooney.
2002 gelang ihr der endgültige Durchbruch als Schauspielerin. Die Darstellung der fremdgehenden Ehefrau von Richard Gere in dem Beziehungsdrama Untreu brachte ihr zahlreiche Preise als beste Schauspielerin sowie eine Golden-Globe- und eine Oscarnominierung ein.
Von 1988 bis 1994 war Lane mit ihrem Schauspielkollegen Christopher Lambert (* 1957) verheiratet, mit dem sie eine Tochter (* 1993) hat. Ab 2004 war sie mit Josh Brolin (* 1968), dem Sohn von James Brolin und Stiefsohn von Barbra Streisand, verheiratet. Im Februar 2013 gab das Paar die Trennung bekannt.

## Trivia
Lane wird in einigen Quellen, vor allem aufgrund ihrer Darstellung in Francis Ford Coppolas Die Outsider, zu den Mitgliedern des sogenannten Brat Packs gezählt. Andy Warhol nannte sie die „unbestrittene Königin des neuen Rat Packs von Hollywood“ (Original: the „undisputed female lead of Hollywood’s new rat pack“).

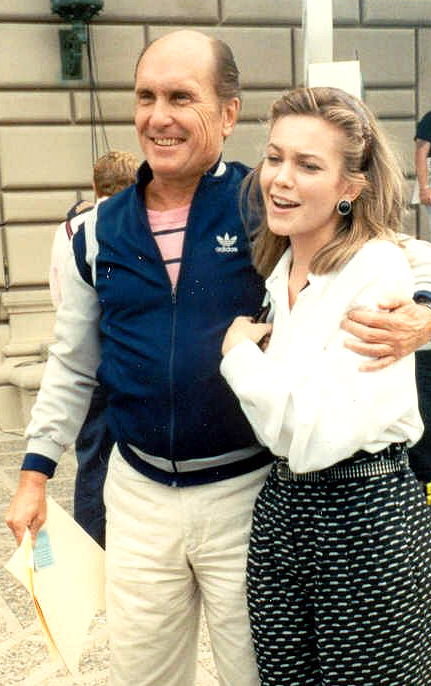
Lane mit Robert Duvall, 1989

## Filmografie (Auswahl)
- 1979: Ich liebe dich – I Love You – Je t’aime (A Little Romance)
- 1980: Touched by Love / To Elvis, with Love
- 1981: Great Performances – Summer (Fernsehserie)
- 1981: Ladies and Gentlemen, the Fabulous Stains
- 1981: Zwei Mädchen und die Doolin-Bande (Cattle Annie and Little Britches)
- 1981: Child Bride of Short Creek (Fernsehfilm)
- 1982: National Lampoon’s Movie Madness (National Lampoon Goes to the Movies)
- 1982: Six Pack
- 1982: Wenn Märchen wahr werden (Miss All-American Beauty, Fernsehfilm)
- 1983: Die Outsider (The Outsiders)
- 1983: Rumble Fish
- 1984: Straßen in Flammen (Streets of Fire)
- 1984: Cotton Club
- 1987: Hautnah verfolgt (Lady Beware)
- 1987: Chicago Blues (The Big Town)
- 1988: Liebestraum (Love Dream)
- 1989: Weg in die Wildnis (Lonesome Dove, vierteilige Fernsehserie)
- 1990: Crisis (Vital Signs)
- 1990: Blutiger Engel (Descending Angel, Fernsehfilm)
- 1992: Knight Moves – Ein mörderisches Spiel (Knight Moves)
- 1992: My New Gun
- 1992: The Setting Sun (Rakuyô)
- 1992: Chaplin
- 1993: Indian Summer – Eine wilde Woche unter Freunden (Indian Summer)
- 1993: Fallen Angels – Murder, Obliquely (Fernsehserie)
- 1994: Die älteste noch lebende Rebellenwitwe erzählt (Oldest Living Confederate Widow Tells All, Fernsehfilm)
- 1995: Judge Dredd
- 1995: Endstation Sehnsucht (A Streetcar Named Desire, Fernsehfilm)
- 1995: Wild Bill
- 1996: Jack
- 1996: Bullet Point (Mad Dog Time)
- 1997: Liebe aus zweiter Hand (The Only Thrill)
- 1997: Mord im Weißen Haus (Murder at 1600)
- 1998: Gunshy – Aus Leidenschaft zum Mörder
- 1998: Grace & Glorie (Fernsehfilm)
- 1999: A Walk on the Moon
- 1999: Mein Hund Skip (My Dog Skip)
- 2000: Land der Gesetzlosen (The Virginian, Fernsehfilm)
- 2000: Der Sturm (The Perfect Storm)
- 2001: Hardball
- 2001: The Glass House
- 2002: Untreu (Unfaithful)
- 2003: Unter der Sonne der Toskana (Under the Tuscan Sun)
- 2005: Fierce People – Jede Familie hat ihre Geheimnisse / Unter Wilden (Fierce People)
- 2005: Frau mit Hund sucht … Mann mit Herz (Must Love Dogs)
- 2006: Die Hollywood-Verschwörung (Hollywoodland)
- 2008: Untraceable
- 2008: Jumper
- 2008: Das Lächeln der Sterne (Nights in Rodanthe)
- 2008: Killshot
- 2010: Secretariat – Ein Pferd wird zur Legende (Secretariat)
- 2011: Cinéma Verité (Fernsehfilm)
- 2013: Man of Steel
- 2014: Every Secret Thing
- 2015: Alles steht Kopf (Inside Out, Stimme)
- 2015: Trumbo
- 2015: Rileys erstes Date? (Riley’s First Date?, Kurzfilm, Stimme)
- 2016: Batman v Superman: Dawn of Justice
- 2016: Paris kann warten (Bonjour Anne)
- 2017: The Secret Man (Mark Felt: The Man Who Brought Down the White House)
- 2017: Justice League
- 2018: The Romanoffs (Fernsehserie, zwei Folgen)
- 2018: House of Cards (Fernsehserie, sieben Folgen)
- 2019: Im Netz der Versuchung (Serenity)
- 2020: Let Him Go
- 2021: Zack Snyder’s Justice League
- 2021: Y: The Last Man (Fernsehserie, zehn Folgen)
- 2023: Extrapolations (Fernsehserie)
- 2024: Feud (Fernsehserie)
- 2024: Ein ganzer Kerl (A Man in Full, Fernsehserie, 6 Episoden)
- 2024: Alles steht Kopf 2 (Inside Out 2, Stimme)

## Auszeichnungen
- Youth in Film Award als beste Hauptdarstellerin in einem Spielfilm für Ich liebe dich – I love you – Je t’aime und Touched by Love
- Nominierung für einen Youth in Film Award als beste Hauptdarstellerin in The Outsiders und Rumble Fish
- Nominierung für die Goldene Himbeere als schlechteste Nebendarstellerin in Cotton Club und Straßen in Flammen
- Nominierung für einen Emmy Award für Lonesome Dove
- Nominierung für den Independent Spirit Award als beste Schauspielerin in A Walk on the Moon
- Nominierung für den Las Vegas Film Critics Society Award als beste Schauspielerin in A Walk on the Moon
- National Society of Film Critics Award als beste Schauspielerin für Untreu
- New York Film Critics Circle Award als beste Schauspielerin für Untreu
- Satellite Award als beste Schauspielerin für Untreu (Drama)
- Golden-Globe-Nominierung als beste Schauspielerin für Untreu
- Oscar-Nominierung als beste Schauspielerin für Untreu
- Nominierung für den Broadcast Film Critics Association Award als beste Schauspielerin für Untreu
- Nominierung für den Chicago Film Critics Association Award als beste Schauspielerin für Untreu
- Nominierung für den Online Film Critics Society Award als beste Schauspielerin für Untreu
- Nominierung für den Phoenix Film Critics Society als beste Schauspielerin für Untreu
- Nominierung für den Screen Actors Guild Award als beste Schauspielerin für Untreu
- Nominierung für den Vancouver Film Critics Circle Award als beste Schauspielerin für Untreu
- Nominierung für den Golden Globe als beste Schauspielerin in einem Musical oder einer Komödie für Unter der Sonne der Toskana
- Nominierung für den Satellite Award als beste Schauspielerin in einem Musical oder einer Komödie für Unter der Sonne der Toskana
- Nominierung für den Satellite Award als beste Schauspielerin für Cinéma Verité
- Golden-Globe-Nominierung als beste Schauspielerin für Cinéma Verité
- Nominierung für den Screen Actors Guild Award als beste Schauspielerin für Cinéma Verité
- Nominierung für den Primetime Emmy Award als beste Schauspielerin für Cinéma Verité